# 's-Gravenwezel

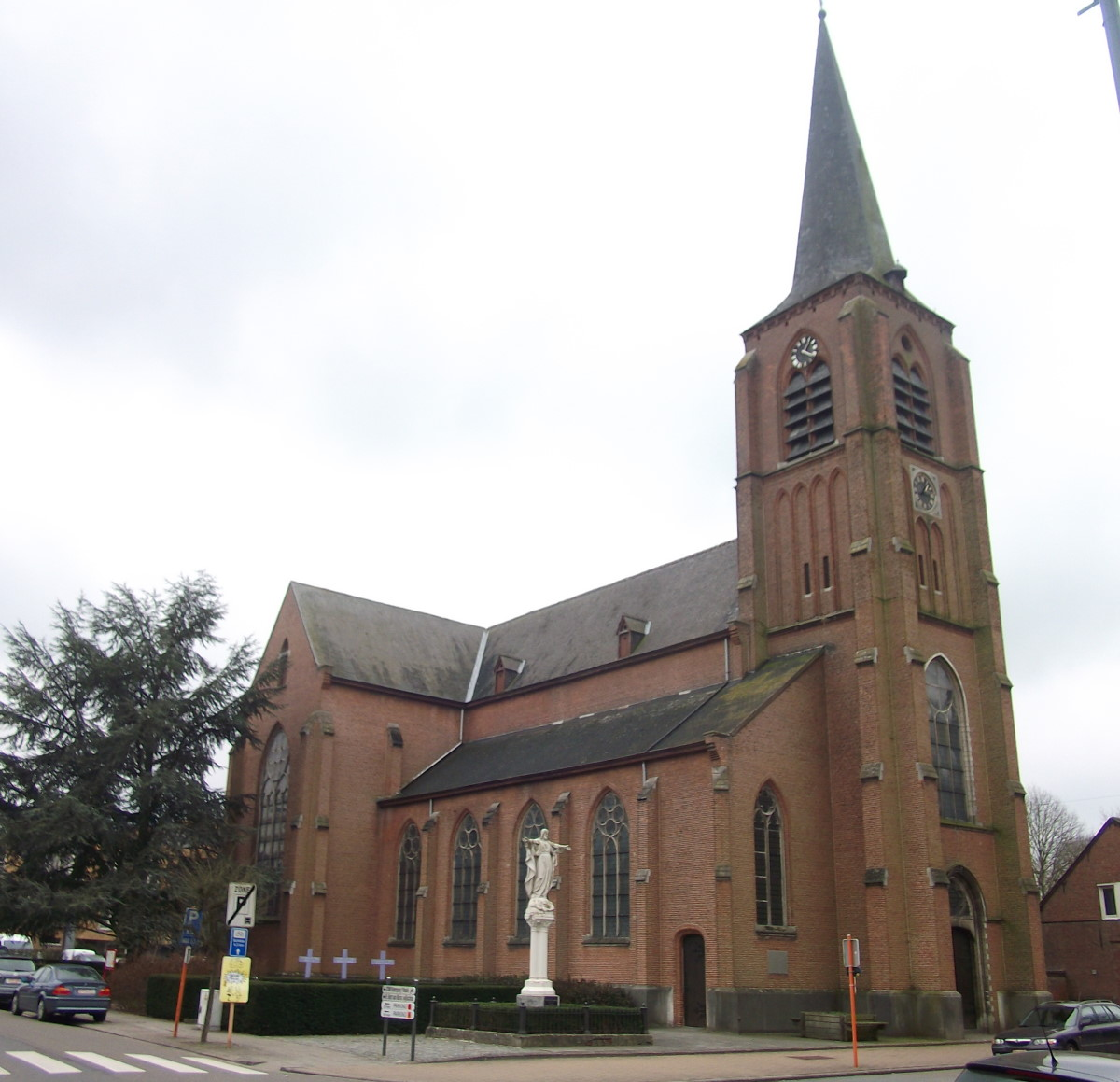
De Sint-Catharinakerk

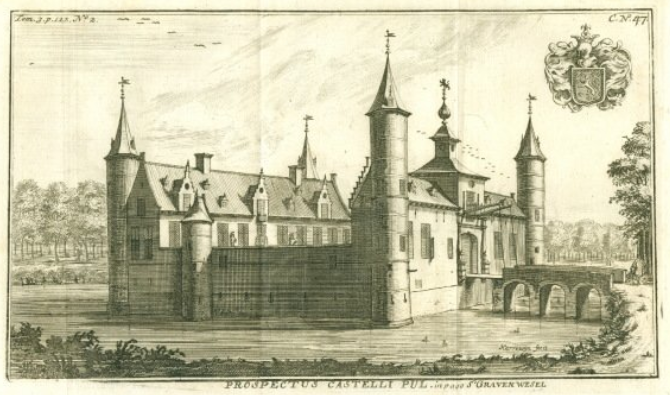
Prospectus Castelli Pull, kopergravure van Harrewijn gedrukt op papier door Jean Neaulme van het Kasteel van 's Gravenwezel (1757)

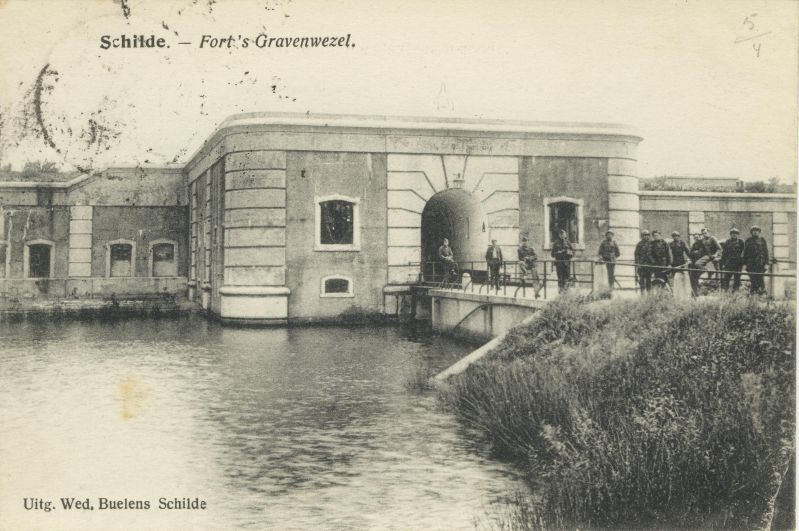
Fort van 's Gravenwezel tijdens WO I

 's-Gravenwezel is een deelgemeente van de gemeente Schilde in de Belgische provincie Antwerpen (arrondissement Antwerpen). 's-Gravenwezel was een zelfstandige gemeente tot einde 1976. 's-Gravenwezel heeft een oppervlakte van 14,95 km² en telde in 2006 6358 inwoners.

## Toponymie
"Wesele", wat zoveel als "bos bij de beemden" moet betekenen, was de oorspronkelijke naam van deze deelgemeente. Pas in de loop van de 14e eeuw zou men meer gaan spreken van "'s-Gravenwezel", omdat twee heren, Janne en Woutere, die de titel van graaf voerden, hier resideerden en om het verder te onderscheiden van Wuustwezel. Plaatselijk spreekt men ook nu nog van "Wezel".

## Geschiedenis
In de 7e eeuw waren veel gronden in de omgeving eigendom van de abdij van Lobbes. Door de invallen van de Vikingen gingen veel bezittingen daarvan verloren en kwamen ze in handen van plaatselijke edelen. In de 12e eeuw kreeg Amelricus van Schoten de gronden van Schoten, Merksem en Sint-Job-in-'t-Goor in handen. Hij verdeelde zijn bezittingen tussen zijn zonen Godfried en Engelbert (ook "Engelbrecht"). In 1148 schonk Engelbert zijn deel aan de abdij van Villers en aan de hertog van Brabant. De abdij van Villers begon dan veel gronden te ontginnen en gebouwen op te trekken. Tot de Franse Revolutie was onder meer de pastorie van 's-Gravenwezel in hun handen. Tijdens de Franse Revolutie werd de pastorie verkocht als nationaal goed. Via Villers ontstond ook een band met de heren van Marbais. De overdracht van de bezittingen werd niet door iedereen in dank aanvaard en leidde tot twisten met de heren van Breda.
De Sint-Salvatorabdij van Ename was in de 12e eeuw eveneens eigenaar van grote delen van de streek rond 's Gravenwezel. Vermoedelijk rond 1200 richtte ze er de parochie 's Gravenwezel op en behield er het patronaat over. De oudste vermeldingen van "Wezel" dateren uit de 13e eeuw. Een eerste document vermeldt een edelman Nicolaas die afstamde van de "graven van Wezele" en die rond 1250 zijn goederen aan de priorij van Schoten schonk. Eveneens in de 13e eeuw begonnen de heren van Marbais gronden te kopen in 's Gravenwezel - onder meer in 1259 van de abdij van Hemiksem, zoals aangegeven in een andere akte. Wanneer in dezelfde 13e eeuw de tak "de Marbais" uitstierf, gingen hun eigendommen over naar de familie "de Gossoncourt" ("van Goetsenhoven"). In 1289 verkocht Godefroes (of Gosuin) de Gossoncourt de tienden van Wezel en Deurna aan de abdij van Ename. In 1318 gaf de abdij van Ename haar rechten van Wezel, Deurne, Borsbeek, Wijnegem en Wommelgem over aan de Sint-Michielsabdij van Antwerpen. Vanaf dan zouden Paters Norbertijnen hun invloed in de parochie doen gevoelen. Pas met de Franse Revolutie kwam hieraan een einde.
In de 16e eeuw had de streek te lijden van de Spaanse legers tijdens de Tachtigjarige Oorlog. Zo wordt vermeld dat in 1583 alle inwoners het dorp hadden verlaten omwille van plunderingen door de Spanjaarden.
Bij het begin van de 19e eeuw raakte 's-Gravenwezel in de ban van de familie Gillès (later Gillès de Pélichy) die tot 1929 burgemeesters leverde en de geschiedenis van de gemeente een eigen kleur gaf.
In de jaren 1950 gebeurde in 's-Gravenwezel ook wat er in Schilde aan de gang was: grote delen adellijk bezit werden verkocht en verkaveld. De "invasie" kon beginnen.
Na een voorgeschiedenis die teruggaat tot de oprichting van een nieuwe school - het Heilig Hart van Maria-instituut - in 1828, zag de Congregatie van de Zusters van het Heilig Hart van Maria, een nieuwe orde, in 1850 officieel het licht. Het "pensionaat van 's-Gravenwezel" kende een grote uitstraling en trok jonge meisjes aan uit heel de Kempen. Vandaag is de school geëvolueerd tot een modern instituut.
Ook de gemeente onderging de laatste decennia een grondige gedaanteverwisseling en behoort nu tot de welvarendste van Vlaanderen. Gelukkig bleef er behoorlijk wat groen bewaard en zijn er her en der prachtige hoekjes te bewonderen. De sfeer van weleer kan men gaan opsnuiven in het heemkundig museum De Drie Rozen waar honderden voorwerpen van eigen bodem worden tentoongesteld.

## Bezienswaardigheden
- Het Kasteel van 's-Gravenwezel: een kasteel uit de 13e eeuw met een dubbele omwalling en een park. De ronde hoektoren stamt uit de 14e eeuw. Zowel de oost- als noordgevel zijn opgetrokken in gotische stijl, terwijl het poortgebouw in barok is opgetrokken. Heden ten dage is het eigendom van antiquair Axel Vervoordt.
- De Sint-Catharinakerk: Een driebeukige kerk in baksteen die samen met de omgeving beschermd is als dorpsgezicht.
- Het Klooster van de Zusters van het Heilig Hart van Maria en het Heilig Hart van Maria-instituut: Gelegen op de Oudaen 72.
- Het Fort van 's Gravenwezel: fort dat deel uitmaakte van de Stelling van Antwerpen.
- Het Hof ter Linden
- Het 's-Gravenhof
- Het Kasteel Catershof
- Het Heemhuis De Drie Rozen: dit museum voor heem- en volkskunde is gevestigd in 3 werkmanswoningen in Kempische stijl uit de periode 1805-1850 en herbergt een ruime verzameling van streekgebonden gebruiksvoorwerpen. Daarnaast is er ook een documentatiecentrum gevestigd. Het museum is gelegen in de Kerkstraat 41-45.

## Natuur en landschap
's-Gravenwezel ligt in de Voorkempen op een hoogte van 7-17 meter. Er zijn veel villaverkavelingen die vooral na 1957 ontstonden op gronden die ooit aan de diverse kasteeldomeinen behoorden. De nog aanwezige bossen zijn in het algemeen kasteelparken en -domeinen. In het westen ligt de vallei van het Klein Schijn. De Antitankgracht ligt ten oosten van deze plaats.

## Demografische ontwikkeling
- Bronnen:NIS, Opm:1806 tot en met 1970=volkstellingen; 1976 = inwoneraantal op 31 december

## Politiek

### Geschiedenis

#### Lijst van burgemeesters
| Tijdspanne | Tijdspanne  | Burgemeester                                             |
| ---------- | ----------- | -------------------------------------------------------- |
|            | 1798 - 1818 | Joannes Mertens                                          |
|            | 1818 - 1828 | Charles van Asten                                        |
|            | 1828 - 1830 | Petrus Ceulemans                                         |
|            | 1830 - 1874 | Philippe Arnould Gillès (Kath. Partij)                   |
|            | 1874 - 1875 | Joannes Franciscus Ceulemans (waarnemend)                |
|            | 1875 - 1920 | Baron Philippe Ghislain Gillès de Pélichy (Kath. Partij) |
|            | 1920 - 1929 | Baron Joseph Gillès de Pélichy (Kath. Partij)            |
|            | 1929 - 1932 | Graaf Charles Cornet d’Elzius de Peissant                |

| Tijdspanne | Tijdspanne  | Burgemeester                              |
| ---------- | ----------- | ----------------------------------------- |
|            | 1932 - 1944 | Jules Ruys                                |
|            | 1944 - 1946 | Graaf Charles Cornet d’Elzius de Peissant |
|            | 1946 - 1952 | Leon Seghers                              |
|            | 1952 - 1958 | Jules Ruys                                |
|            | 1959 - 1964 | Henri Batslé                              |
|            | 1964 - 1970 | Jules Carpentier                          |
|            | 1971        | Graaf Raymond Cornet d’Elzius de Peissant |
|            | 1971 - 1976 | Karel Borstlap (CVP)                      |

## Religie en levensbeschouwing
De parochie Sint-Catharina te 's-Gravenwezel behoort tot de federatie Schilde die op haar beurt dan weer deel uitmaakt van het dekenaat Noorderkempen in het Bisdom Antwerpen.

## Sport
- KSK 's-Gravenwezel: deze voetbalploeg met stamnummer 4536 is aangesloten bij de KBVB en werd opgericht op 7 juni 1946. De eerste ploeg van de club speelt in 2de Provinciale van de provincie Antwerpen. De clubkleuren zijn zwart-rood.

## Bekende inwoners
- Louis Gillès de Pelichy, senator
- Lodewijk de Vocht, Vlaams componist en dirigent
- Nathalie Meskens, actrice, presentatrice, zangeres, restauranthouder
- Baron Pierre de Caters, vliegenier
- Jeroen Van Dyck, acteur, restauranthouder
- Astrid Coppens, actrice, model
- Alexander Hendrickx, hockeyspeler
- Mathieu van der Poel, wielrenner, mountainbiker en veldrijder

### Fictieve personen
- Het personage Kim De Hert uit het Vlaamse radioprogramma Het Leugenpaleis was volgens Hugo Matthysen afkomstig uit een villa in 's-Gravenwezel.

## Nabijgelegen kernen
Schilde, Sint-Antonius, Schoten, Sint-Job-in-'t-Goor